# August Rieger (Maler)

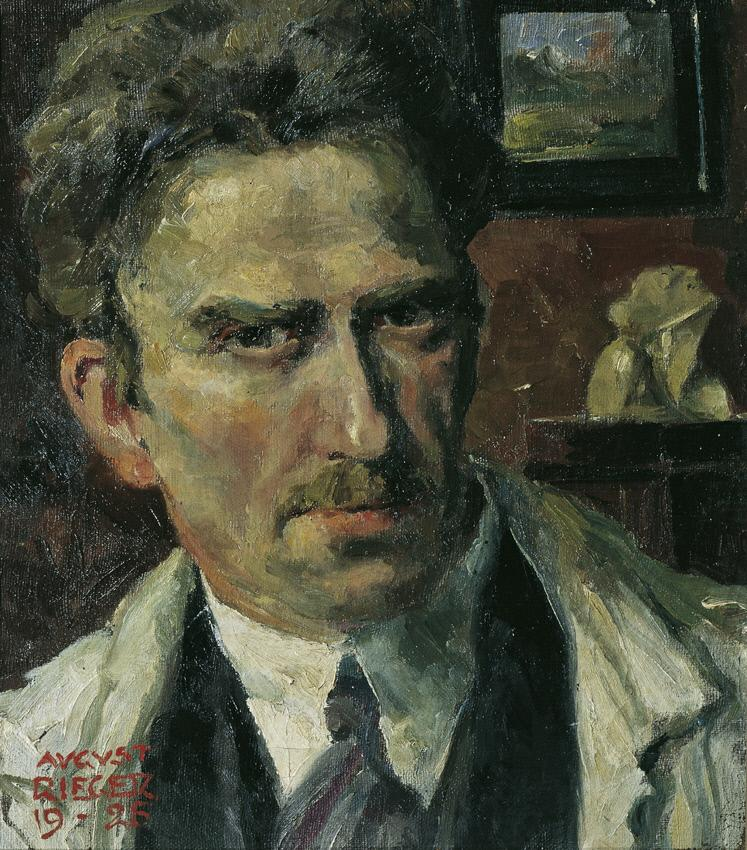
Selbstbildnis 1925

August Rieger (* 1. Juli 1886 in Wien; † 22. April 1941 ebenda) war ein österreichischer autodidaktischer Landschaftsmaler.

## Leben
Geboren als Sohn eines Kunsttischlers, war August Rieger ursprünglich von seinen Eltern zum Priester bestimmt, kam in ein katholisches Priesterseminar, verließ aber vorzeitig das Theologiestudium und trat in den Finanzdienst.
Erst in den 1920er Jahren begann er als Autodidakt Landschaften zu malen. Seine Werke mit Ansichten von Wien und Wiener Vororten, wie Nußdorf, Grinzing, Sievering, Neuwaldegg, Hütteldorf, Klosterneuburg und Perchtoldsdorf stellte er in Wiener Kunstsalons aus.
Trotz fehlender akademischer Ausbildung war er von den Kritikern als professioneller Künstler anerkannt. Im Jahre 1938 wurde er Mitglied des Hagenbundes.